# Boulevard (Band)
Boulevard war eine finnische Schlagerband, die von 1983 bis 1994 bestand.

## Werdegang
Sie unterstützte die Sängerin Vicky Rosti beim Concours Eurovision de la Chanson in Brüssel. Mit dem Titel Sata salamaa (dt.: Hundert Blitze) erreichte das Gespann den 15. Platz. Ein Jahr später gewann Boulevard alleine die finnische Vorauswahl und durfte daher beim Eurovision Song Contest 1988 in Dublin mit dem Schlager Nauravat silmät muistetaan (dt.: An lachende Augen erinnert man sich) antreten. Dort mussten sie sich mit Platz 20 zufriedengeben. Ihr einziges Album Nauravat silmät erschien auch in diesem Jahr.

## Bandmitglieder
- Kyösti Laihi
- Jari Puhakka
- Jari Nieminen
- Erkki Korhonen
- Juha Lanu
- Tuomo Tepsa